# 米盛有彩
米盛 有彩（よねもり ありさ、1994年〈平成6年〉1月1日 - ）は日本の女優。アメリカ合衆国カリフォルニア州ロサンゼルス出身。

## 人物
- 趣味：トレーニング、ヨガ[1]。
- 特技：ジャズダンス・英会話[1]。

## 出演

### ドラマ
- シュガーレス 第6話（2012年11月7日、日本テレビ）
- 斉藤さん2 （2013年7月13日 - 9月21日、日本テレビ） - 姫野桃 役
- リアル鬼ごっこ THE ORIGIN 第3話（2013年4月24日、テレビ埼玉・テレビ神奈川・千葉テレビ） - 愛の友人 役
- セーラーゾンビ 最終話（2014年7月19日、テレビ東京）
- 人は見た目が100パーセント（2017年、フジテレビ） - 研究員 役
- 民衆の敵〜世の中、おかしくないですか!?〜（2017年、フジテレビ）
- オーファン・ブラック〜七つの遺伝子〜 第1話・2話・8話（2017年12月2・9日・2018年1月27日、東海テレビ・フジテレビ）
- 新しい王様（2019年、TBS・Paravi） - 越中ファンド社員 役
- 今際の国のアリス（2020年12月10日配信開始、Netflix）
- ホットママ（2021年3月19日配信開始、Amazon Prime Video） - 社員 役
- 書けないッ!?〜脚本家 吉丸圭佑の筋書きのない生活〜（2021年、テレビ朝日）
- おいハンサム!!（2022年1月8日 - 2月26日、東海テレビ・フジテレビ） - 源太郎の部下 役
  - おいハンサム!!2（2024年4月6日 - 5月25日）
- 日曜劇場 マイファミリー / My Family（2022年4月10日 - 6月12日、TBSテレビ系） - 刑事 役[4][5]
- 刑事7人 Season8　第2話（2022年7月20日、テレビ朝日）[6]
- 闇金ウシジマくん外伝 闇金サイハラさん　第2話（2022年9月28日、MBS/TBS） - 白いシャツの女 役

### 映画
- リアル鬼ごっこ（2012年）
- 土竜の唄 潜入捜査官REIJI（2014年2月15日、東宝）
- Oh!透明人間 インビジブルガール登場!?（2014年6月14日、インターフィルム） - 荒方由美 役
- 星くず兄弟の新たな伝説（2018年1月20日、マジックアワー）
- 糸（2020年、東宝）

### 舞台
- W007舞台公演 vol.3「ゲキとエイコ」（2015年4月8日 - 12日、中野ザ・ポケット） - エイコ 役

### CM
- ナビスコ「エアリアル」（2013年）
- IKEA（2015年）WEBムービー
- 全日遊連（2016年）
- 「PLEADY」（2020年）
- レディースシューズ専門店AmiAmi「走れるパンプスシリーズ」（2024年9月 - 、Web動画）[7]

### WEB他
- としまえん「イルミネーション」モデル（2017年）
- ザ・キング・オブ・ファイターズ（2017年）
- ウイルソン  テニスラケット
  - ULTRA（2016年）
  - 「ULTRA いいね。」（2017年）
- プリントパック　WEBムービー（2017年）
- コカ・コーラ　WEB／スチール（2018年）
- ニチバン「ケアリーヴ」WEB（2018年）
- グラウクス「KURADASHI」WEB（2018年）
- 江崎グリコ「サプリメント」（2019年）
- 森永牛乳「ヨーグルト」（2019年）
- 明治「SAVAS」（2019年）
- PayPay　スチール（2019年）
- フィリップモリス「IQOS」（2020年）
- Wolt
- ビデオブレイン
- ジョイフル本田

### その他
- ミス・ユニバース・ジャパン ファイナリスト 茨城県代表（2013年）[3]
- ソウルガールズコレクション（SGC）（2016年9月24日、韓国・ソウル市） - 日本人モデル[8]
- Miss COSMO Contest 2018「COSMO BODY賞」（2018年7月7日）[9]